# شعيرة دينية

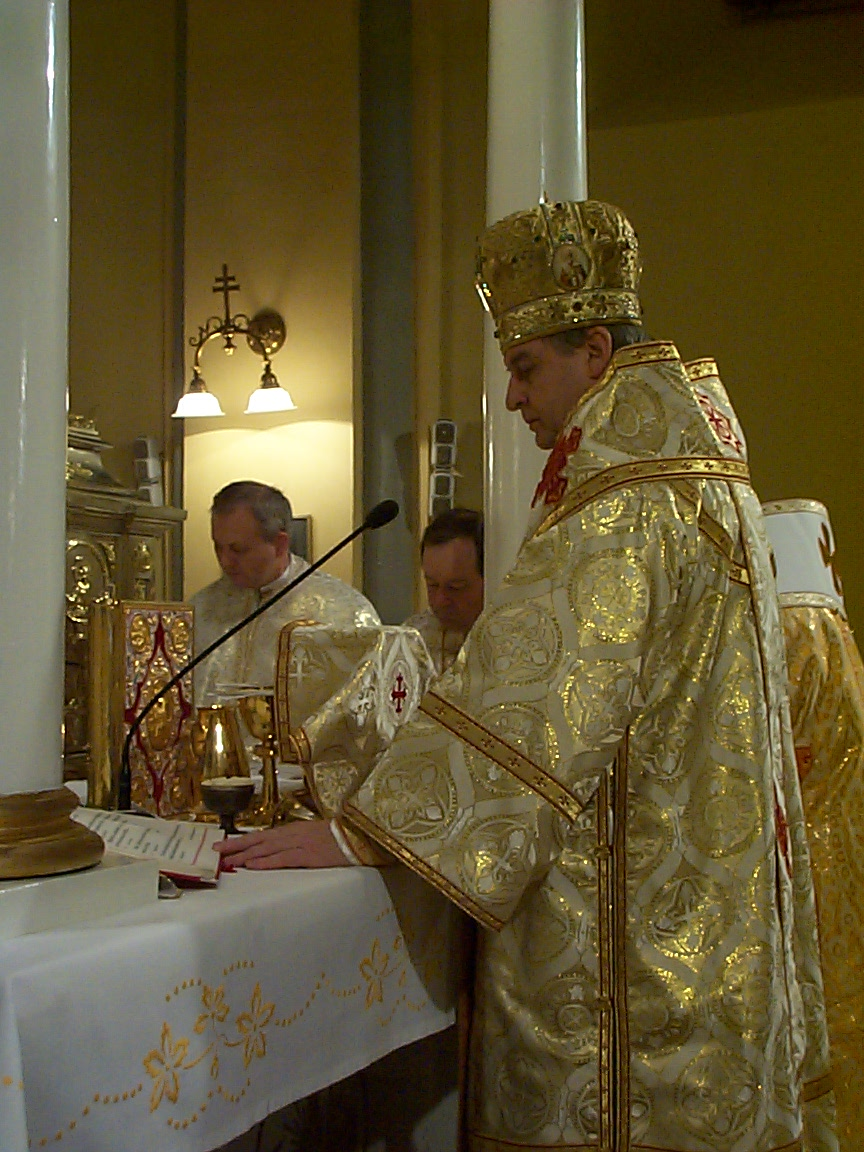
أسقف يحتفل بالقداس الإلهي في الكنيسة الشرقية الكاثوليكية في بريشوف ، سلوفاكيا

الشعيرة الدينية أو الطقس الديني هي العبادة العامة المألوفة التي تقوم بها مجموعة دينية طبقاً لتقاليدهم المعينة. وخاصة من قبل جماعة مسيحية.  تمثل الشعيرة الدينية، كظاهرة دينية، استجابة جماعية للمقدس والمشاركة فيه من خلال أنشطة تعكس التسبيح أو الشكر أو الذكرى أو الدعاء أو التوبة. إنها تشكل أساسًا لإقامة علاقة مع وكالة إلهية، وكذلك مع مشاركين آخرين في الشعيرة الدينية. ومن الأمثلة على الطقوس الدينية القداس الإلهي في المسيحية والحج في الإسلام والصلوات في العديد من الأديان. تتضمن الكنائس الطقوسية كلاً من الكاثوليك، والكنيسة الأرثذوكسية الشرقية، وكنيسة الشرق، وبعض الكنائس الأنجليكانية، وبعض الكنائس اللوثرية. معظم الطوائف البروتستانتية لا تلتزم بإقامة القداسات.
ويمكن رصد أولى مراحل ظهور الفنون وأولى حالات جمعها وتعاونها في هذه الطقوس، ومع تقدم الزمن وعبر العصور يمكننا إدراك تمايز هذه الطقوس إلى شكل عروض كما أوضح لنا «فيتو باندولفي» في كتابه «تاريخ المسرح» بقوله:
لقد ثبت، بالاستناد إلى مجموعة من الوثائق التاريخية، أن الطقس اتخذ شكل عرض في الحضارات القديمة المصرية والآشورية البابلية. ففي بابل، كانت تمثّل، في عيد رأس السنة المسمى «اكيتو» قصيدة الخلق الملحمية ذات الطابع الأسطوري والكوني. وكانت هناك احتفالات أخرى صيغت طقوسها بشكل تمثيليات، وقد كانت منتشرة لدى الحثيين. ويمكن ملاحظة وضوح في هذه الطقوس في العديد من مراحل التاريخ البشري. هذه الطقوس التي تطورت من طقوس عبادة إلى مظاهر فنية مستقلة كان يبدو جلياً فيها تعاون وجمع الفنون السبعة.

## تأثيل الاسم الأجنبي
كلمة ليتورجيا (liturgy) أي الشعيرة الدينية، مشتقة من المصطلح التقني في اليونانية القديمة (باليونانية: λειτουργία)، الشعيرة الدينية، والتي تعني حرفياً «العمل من أجل الناس» هي ترجمة حرفية لكلمتين «ليتوس إرغوس» أو «الخدمة العامة». في الأصل، كان يدل على العروض باهظة الثمن في كثير من الأحيان التي قدمها اليونانيون الأثرياء في خدمة الشعب، وبالتالي للبوليس والدولة. من خلال الشعيرة الدينية، حمل الأثرياء عبئًا ماليًا وكُافأوا في المقابل بشرف ومكانة. تم تعيين الشعيرة الدينية من قبل البوليس والدولة والإمبراطورية الرومانية، وأصبحت إلزامية خلال القرن الثالث الميلادي. لم يتم فرض ضريبة على حامل الشعيرة الدينية اليونانية، ولكن تم تكليفه بطقوس معينة، والتي يمكن أداؤها بروعة أكبر أو أقل. ظل المجال الرئيسي للدين المدني، المتجسد في المهرجانات: يلاحظ مي فينلي «في ديموستيني كان هناك ما لا يقل عن 97 تعيينًا طقسيًا في أثينا للمهرجانات، وارتفع إلى 118 في عام (كل أربع سنوات) مهرجان عموم أثينا.» ومع ذلك، تم تكليف مجموعات من المواطنين الأغنياء بدفع نفقات مثل المرافق المدنية وحتى دفع السفن الحربية. في نهاية المطاف، في ظل الإمبراطورية الرومانية، تحولت هذه الالتزامات، المعروفة باسم مونيرا، إلى عبء تنافسي ومكلف بشكل مدمر تم تجنبه عندما يكون ذلك ممكنًا. وشملت هذه مجموعة واسعة من النفقات المتعلقة بالبنية التحتية المدنية والمرافق؛ والالتزامات الإمبراطورية مثل إصلاح الطرق السريعة والجسور والقنوات المائية، وتوريد المواد الخام المختلفة، وخبز الخبز للقوات العابرة، على سبيل المثال لا الحصر.

## البوذية

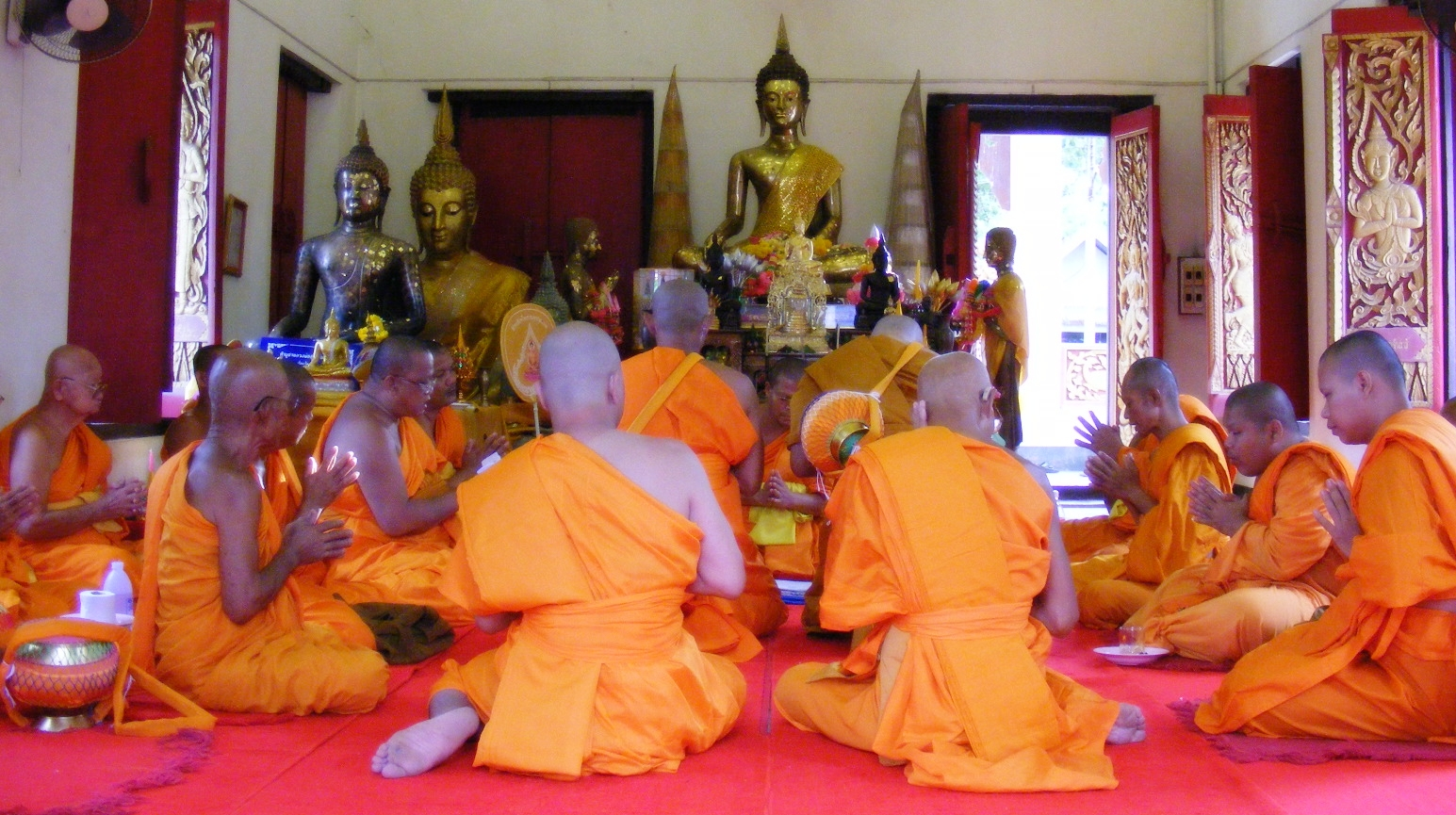
الشعيرة الدينية البوذية

الشعيرة الدينية البوذية هي خدمة رسمية للتبجيل والعبادة يتم إجراؤها داخل مجتمع سانغا البوذي في كل طائفة وطائفة تقليدية تقريبًا في العالم البوذي. وغالبا ما يتم ذلك مرة أو أكثر في اليوم، ويمكن أن تختلف بين ديانة، ماهايانا، وفاجرايانا الطوائف.
تتكون الشعيرة الدينية بشكل أساسي من ترديد أو تلاوة سوترا أو مقاطع من سوترا، وتعويذة (خاصة في فاجرايانا)، والعديد من الجاثا. اعتمادًا على الممارسة التي يرغب الممارس في القيام بها، يمكن القيام بها في معبد أو في المنزل. تقام الشعيرة الدينية دائمًا أمام شيء أو أشياء تبجيلها ويرافقها قرابين من الضوء والبخور والماء والطعام.
الشعيرة الدينية هي عبادة عامة مألوفة تقوم بها مجموعة دينية، وخاصة من قبل جماعة مسيحية.  تمثل الشعيرة الدينية، كظاهرة دينية، استجابة جماعية للمقدس والمشاركة فيه من خلال أنشطة تعكس التسبيح أو الشكر أو الذكرى أو الدعاء أو التوبة. إنها تشكل أساسًا لإقامة علاقة مع وكالة إلهية، وكذلك مع مشاركين آخرين في الشعيرة الدينية.
من الناحية الفنية، تشكل الشعيرة الدينية مجموعة فرعية من الطقوس. تشير كلمة الشعيرة الدينية، التي تُعادل أحيانًا في اللغة الإنجليزية بكلمة "خدمة "، إلى طقس رسمي، قد يكون أو لا يكون مفصلاً، يسنه أولئك الذين يفهمون أنفسهم على أنهم يشاركون في عمل مع الإلهي.

## المسيحية

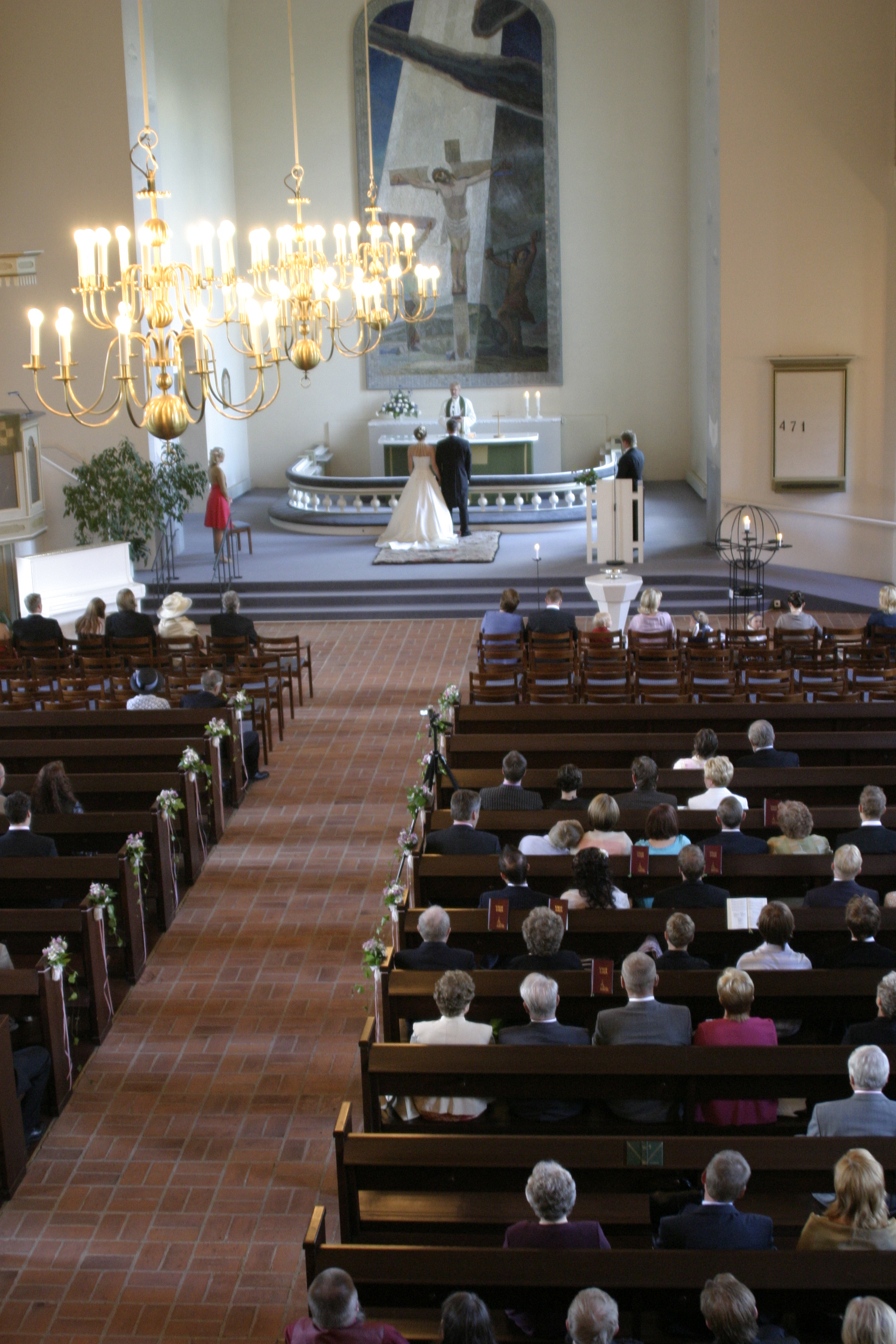
حفل زفاف داخل كنيسة كيوروجفيسي في كيوروجي، فنلندا

في المسيحية تستخدم الكلمة اليونانية «ليتورجيا» للإشارة إلى الطقوس الدينية، بمختلفها وغالبًا ما يقصد بها الأسرار السبعة المقدسة أو أشباه الأسرار. أصول هذه الكلمة يونانية وهي مؤلفة من قسمين تعني العمل الجماعي، أي مجموعة الأعمال من صلوات وتسابيح وترانيم يقوم بها المؤمنون داخل الكنيسة إضافة إلى الكهنة، بهدف تسبيح الخالق أو استذكار قضية معينة. لا يشترط توحيد الشعيرة الدينية، بين المناطق والطوائف، بل هي مختلفة باختلاف الثقافات والطقوس، وعبر التاريخ تم طباعة هذه الطقوس في كتب محددة، بهدف قنونتها، وقد عدلت هذه الكتب مرّات عديدة من حيث تحسين اللغة أو تعديل الحركات الرمزية بحيث تغدو أكثر وضوحًا ولتتناسب مع تطورات الزمن الراهن والثقافة الجديدة.
نتيجة تنوّع الأمم المسيحية، فغالبًا ما يكون لكل أمّة، طقس خاص بها، أي مجموعة أناشيد، أو آداب مسيحية، ولغة مستعملة في الصلاة، ونوع معين من الموسيقى الكنسية أو الفن أو النمط المعماري، وهو ما يعتبر «طقس»، على سبيل المثال: الطقس الأرمني، الطقس القبطي، الطقس السرياني؛ هذه الطقوس لا تعني خلافات بين الطوائف، بل اختلافات وتنوعات «ثمار من شجرة واحدة». جزء اساسي في اليتورجيا التقليدية هو الإفخارستيا، أي جسد ودم السيد المسيح في شكل الخبز والخمر. تاريخياً، كان هناك فكر مسيحي يرجح فكرة أن اليتورجيا بالكامل ضرورية لتحويل الخبز والخمر إلى الإفخارستيا؛ و ربما كان هذا الفكر سائدًا بشكل خاص في مصر.
في كثير من الأحيان، يتم التمييز في المسيحية بين الكنائس «الليتورجية» و «غير الليتورجية» بناءً على مدى إتقان العبادة أو شكلها الرسمي؛ في هذا الاستخدام، تسمى الكنائس التي تكون خدماتها مرتجلة أو مرتجلة «غير الليتورجية». يعترض آخرون على هذا التمييز، بحجة أن هذا المصطلح يحجب عالمية العبادة العامة كظاهرة دينية. وهكذا، حتى العبادة المفتوحة أو المنتظرة للكويكرز هي طقسية، لأن الانتظار نفسه حتى يدفع الروح القدس الأفراد للتحدث هو شكل محدد من عبادة الكويكرز، يشار إليه أحيانًا باسم «الشعيرة الدينية الصمت». في المسيحية، يشير مصطلح «الشعيرة الدينية» عادة إلى ترتيب معياري للأحداث التي يتم ملاحظتها خلال خدمة دينية، سواء كانت خدمة أسرارية أو خدمة للصلاة العامة. عادة ما يكون السابق هو المرجع. في التقليد القديم، تعتبر الشعيرة الدينية الأسرار مشاركة الناس في عمل الله، الذي هو في الأساس عمل يسوع المسيح الخلاصي. في هذه الشعيرة الدينية، يواصل المسيح عمل الفداء.
مصطلح «الشعيرة الدينية» في اليونانية يعني حرفيًا «العمل من أجل الشعب»، ولكن الترجمة الأفضل هي «الخدمة العامة» أو «العمل العام»، كما هو واضح من أصل المصطلح كما هو موضح أعلاه. اعتمد المسيحيون الأوائل الكلمة لوصف عملهم الرئيسي للعبادة، خدمة الأحد (المشار إليها بمصطلحات مختلفة، بما في ذلك القربان المقدس، والتواصل المقدس، والقداس أو القداس الإلهي)، والتي اعتبروها ذبيحة. هذه الخدمة، الشعيرة الدينية، أو الخدمة (من «الخدمة الكهنوتية» اللاتينية) هي واجب على المسيحيين كشعب كهنوتي بمعموديتهم للمسيح ومشاركتهم في خدمته الكهنوتية الكبرى. إنها أيضًا خدمة الله أو خدمة المصلين. إنها خدمة متبادلة. على هذا النحو، فإن العديد من الكنائس المسيحية تعين شخصًا واحدًا يشارك في خدمة العبادة على أنه الشعيرة الدينية. قد يقرأ الليتورجي الإعلانات والكتب المقدسة والدعوة إلى العبادة، بينما يكرز الخادم بالوعظ ويصلي ويبارك الأسرار. قد يكون الليتورجي إما وزيرًا مرسومًا أو شخصًا علمانيًا. الجماعة كلها تشارك في الشعيرة الدينية وتقدمها لله.

## الإسلام
الصلاة هي ممارسة الصلاة الجسدية والإلزامية في الإسلام مقابل الدعاء، وهي الكلمة العربية للدعاء. تبرز أهميتها بالنسبة للمسلمين من خلال وضعها كأحد أركان الإسلام الخمسة.
يسبق الصلاة طقوس الوضوء وعادة ما تؤدى خمس مرات في اليوم. وهو يتألف من تكرار وحدة تسمى الركعة ويتألف من أعمال وأقوال المقررة. عدد اجبة (فرض) يختلف من اثنين إلى أربعة فقا للوقت من النهار أو ظروف أخرى (مثل الجمعة عبادة الجماعة، التي لديها ركعتان). الصلاة واجبة على جميع المسلمين إلا من هم قبل البلوغ أو الحائض أو النفساء بعد الولادة.

## اليهودية
الشعيرة الدينية اليهودية هي تلاوات الصلاة التي تشكل جزءًا من مراعاة اليهودية الحاخامية. توجد هذه الصلوات، غالبًا مع التعليمات والتعليقات، في السدر، كتاب الصلاة اليهودي التقليدي. بشكل عام، الرجال اليهود ملزمون بالصلاة ثلاث مرات في اليوم خلال فترات زمنية محددة (الزمانم). بينما، وفقًا لمعظم السلطات الأرثوذكسية الحديثة، يُطلب من النساء فقط الصلاة مرة واحدة يوميًا، حيث يتم إعفائهن عمومًا من الالتزامات التي تعتمد على الوقت. تتطلب جميع الصلوات العامة حضور مينيان، وهو نصاب من 10 أشخاص بالغين.
تقليديا، يتم تلاوة ثلاث صلوات يوميا:
1. شاريت أو شاهاريت (שַחֲרִת)، من العبرية شاحر أو الشحر (שַחָר) «ضوء الصباح»،
2. مينشا أو مينها (מִנְחָה)، وصلاة العصر اسمه لطرح الدقيق التي رافقت التضحيات في الهيكل في القدس،
3. أرفيت (עַרְבִית) أو معاريف (מַעֲרִיב)، من «الليل».

صلاة إضافية:
- يتزعمه (מוּסָף، «إضافية») يتلى عادة على السبت، كبرى الأعياد اليهودية (بما في ذلك تشول هامويد)، وبداية شهر.
- خدمة الصلاة الخامسة، مع نيلا (נְעִילָה، «إغلاق»)، يتلى فقط على يوم الغفران، وعيد الغفران.

## أمثلة على الطقوس الدينية
- الأضحية
- الصلاة
  - الصلوات اليهودية
  - الصلاة في الإسلام
    - صلاة العيد
    - صلاة الاستسقاء
    - صلاة الجمعة
- الحج في الإسلام
- صيام شهر رمضان في الإسلام

## مواقع خارجية
- موقع الموسوعة العربية المسيحية نسخة محفوظة 1 يوليو 2015 على موقع واي باك مشين..
- موقع مطرانية طنطا وتوابعها للأقباط الأرثوذكس.
- مقالة الموسوعة الكاثوليكية
- التقليد الأرثوذكسي والشعيرة الدينية
- الموسوعة اليهودية: الشعيرة الدينية
- موقع القداس المسيحي المعاصر تاريخ، نظرية، ممارسة
- طقوس إندولت ترايدنتين للقداس
- عمل الشعب
- موقع القداس الأرثوذكسي المسيحي الشرقي نسخة محفوظة 2 مارس 2001 على موقع واي باك مشين.
- شرح موجز للخدمة الالهية